# 盧卡·魯普尼克
盧卡·魯普尼克（1993年5月20日—），斯洛維尼亞籃球運動員，現在效力於斯洛文尼亞球隊奧林匹亞聯盟籃球俱樂部，他也是斯洛維尼亞國家男子籃球隊的一員。